# 梦幻出神
梦幻出神（英語：Dream trance）是出神音乐的一个早期分支，在1995年至1998年间（恰逢出神音乐首次进入主流）在国际舞曲舞台上达到巅峰。“梦幻”（Dream）术语一词对浩室音乐产生了巨大影响，因此该子流派有时也被称为梦幻浩室（Dream house）或梦幻舞曲（Dream dance）。
如今，梦境出神被认为是始于1992年左右的渐进浩室运动的第一个也是最原始的衍生物。当时涌现的许多迷幻出神制作人（尤其是感染蘑菇）也受到了它的影响。

## 定义
梦幻出神音乐的关键元素在于其旋律深沉动听，通常使用原声乐器（钢琴、小提琴、萨克斯等）演奏，经过母带处理后采样到电子节拍结构中。这些旋律被认为“梦幻”（dreamy），即倾向于改变听众的思维，因此得名。

## 起源
梦境出神音乐的诞生源于20世纪90年代初意大利社会压力的回应；锐舞文化在年轻人中蓬勃发展，随之而来的是夜总会的盛行，导致每周都有人因车祸死亡。夜总会常客们夜里驾车穿越意大利，在驾驶时睡着，原因是他们跳着舞、酗酒、吸毒。1996年中期，在意大利，这种被称为“周六夜屠杀”（strage del sabato sera）的现象造成的死亡人数估计自20世纪90年代初以来已达2000人。罗伯特·迈尔斯受詹尼·帕里尼（Gianni Parrini）专辑《I Love the Dream Project》（直译：我爱梦计划）的影响创作的《Children》（直译：孩子们）是该音乐流派的先驱曲目之一，其创作灵感源于这些事故。 迈尔斯等唱片骑师（DJs）决定以节奏较慢、较为平静的音乐来结束表演，旨在抵消之前播放的高能量、重复的曲目，这一决定得到了当局和车祸受害者父母的认可。

## 音乐结构
梦幻出神使用类似欧陆舞曲和流行舞曲风格的舞曲节拍，而不是真正的出神节拍，而是混合了四板节拍低音模式，具有特别重复的声音。音乐的重点主要在于旋律而不是节拍，从而产生了类似出神的旋律和类似浩室的节拍。节奏结构也非常简单，然而，如前所述，所有的重点都集中在乐器弦乐上，这些弦乐源于各种音符并塑造了歌曲。因此，这种风格在总体一致性上与出神非常相似，唯一的区别是持续的、类似浩室的进程。